# Acheron (langue)
Pour les articles homonymes, voir Achéron (homonymie).
L’acheron est une langue talodi parlée au Soudan.